# Martha L. Ludwig
Martha L. Ludwig (* 16. August 1931 in Pittsburgh; † 27. November 2006 in Ann Arbor, Michigan) war eine US-amerikanische Biochemikerin und Kristallographin. Sie wirkte fast 40 Jahre an der University of Michigan, wo sie sich hauptsächlich mit der Kristallstrukturanalyse von Enzymen beschäftigte.

## Leben
Martha L. Ludwig wurde als Tochter von Leon Ludwig und Agnes Sutermeister Ludwig am 16. August 1931 in Pittsburgh, Pennsylvania geboren. Ihr Vater war Physiker und arbeitete für Westinghouse Electric. Die Familie zog nach Buffalo, als ihr Vater Direktor in der dortigen Niederlassung wurde. Martha L. Ludwig studierte bis 1952 Chemie an der Cornell University und machte ihren Masterabschluss in Biochemie an der University of California. Sie promovierte dann 1956 über die Biosynthese von Ergothionein an der Biochemiefakultät des Cornell University Medical College, die seinerzeit von Vincent du Vigneaud geleitet wurde.
Als Post-Doktorand war sie dann am Massachusetts Institute of Technology und ab 1962 an der Harvard University im Labor von William Lipscomb, wo sie anfing sich mit der Röntgenstrukturanalyse von Enzymen zu beschäftigen, was seitdem ihr Hauptforschungsgebiet wurde. Über die nächsten fünf Jahre war sie hier mitbeteiligt an der Strukturaufklärung der Carboxypeptidase A. Ab 1967 arbeitete sie am Department of Biological Chemistry der University of Michigan Medical School, wo sie bis zu ihrem Tode 2006 forschte. Schwerpunkte waren unter anderem die Struktur und Funktion von Flavodoxin, Superoxiddismutase, Methionin-Synthase und p-Hydroxybenzoate Hydroxylase sowie (in Zusammenarbeit mit Rowena Green Matthews) von Methylentetrahydrofolat-Reduktase. Martha L. Ludwig hatte weiterhin den Titel J. Lawrence Oncley Distinguished University Professor of Biological Chemistry inne und war mehrfach die Vorsitzende der Biophysics Research Division.
Martha L. Ludwig war seit 1961 mit dem aus Österreich stammenden Mediziner Frederick Hoch verheiratet, der Professor für Innere Medizin an der University of Michigan Medical School war und ebenfalls, wie seine Frau, Professor für Biochemie; er verstarb 2012.

## Auszeichnungen (Auswahl)
- 1984: Garvan-Olin-Medaille (American Chemical Society)[6]
- 2001: Mitglied der American Association for the Advancement of Science
- 2003: Mitglied der National Academy of Sciences[7]

## Veröffentlichungen (Auswahl)
- R. M. Burnett, G. D. Darling, D. S. Kendall, M. E. LeQuesne, S. G. Mayhew, W. W. Smith, M. L. Ludwig: The Structure of the Oxidized Form of Clostridial Flavodoxin at 1.9-A Resolution. DESCRIPTION OF THE FLAVIN MONONUCLEOTIDE BINDING SITE. In: The Journal of Biological Chemistry. Vol. 249, Nr. 14, 1974, S. 4383–4392.
- W. C. Stallings, K. A. Pattridge, R. K. Strong, M. L. Ludwig: Manganese and iron superoxide dismutases are structural homologs. In: The Journal of Biological Chemistry. Vol 259, Nr. 17, 1984, S. 10695–10699.
- C. C. Correll, C. J. Batie, D. P. Ballou, M. L. Ludwig: Phthalate dioxygenase reductase: a modular structure for electron transfer from pyridine nucleotides to [2Fe-2S]. In: Science. Vol. 258, Nr. 5088, 1992, S. 1604–1610, doi:10.1126/science.1280857.
- M. S. Lah, M. M. Dixon, K. A. Pattridge, W. C. Stallings, J. A. Fee, M. L. Ludwig: Structure-function in Escherichia coli iron superoxide dismutase: Comparisons with the manganese enzyme from Thermus thermophilus. In: Biochemistry. Vol. 4, Nr. 5, 1995, S. 1646–1660, doi:10.1021/bi00005a021.
- B. D. Guenther, C. A. Sheppard, P. Tran, R. Rozen, R. G. Matthews, M. L. Ludwig: The structure and properties of methylenetetrahydrofolate reductase from Escherichia coli suggest how folate ameliorates human hyperhomocysteinemia. In: Nature Structural Biology. Vol. 6, 1999, S. 359–365, doi:10.1038/7594.
- B. W. Lennon, C. H. Williams Jr., M. L. Ludwig: Twists in Catalysis: Alternating Conformations of Escherichia coli Thioredoxin Reductase. In: Science. Vol. 289, Nr. 5482, 2000, S. 1190–1194, doi:10.1126/science.289.5482.1190.